# Hans-Justus Rinck
Hans-Justus Rinck (* 5. September 1918 in Hameln; † 13. August 1995 in Karlsruhe) war ein deutscher Jurist, Richter am Bundesgerichtshof und Richter des Bundesverfassungsgerichts.

## Leben
Rinck war der Sohn des Studienrats Friedrich Rinck und seiner Ehefrau Margarete, geborene Bähr. Er wurde 1937 zum Wehrdienst einberufen und diente als Soldat im Zweiten Weltkrieg. Nach dem Kriegsende studierte er von 1945 bis 1949 Rechts- und Staatswissenschaften an der Universität Göttingen. Im Jahre 1950 heiratete er Gisela Fischer, mit der er später einen Sohn und drei Töchter hatte. Im Jahre 1952 promovierte er mit einer Arbeit über „Das Naturrecht bei Blackstone“ zum Doktor der Rechte.
Nach der zweiten juristischen Staatsprüfung 1954 wurde er zunächst als Gerichtsassessor in den niedersächsischen Justizdienst aufgenommen. Im November 1956 wurde er an das Bundesverfassungsgericht abgeordnet. Hier arbeitete er vor allem mit Gerhard Leibholz zusammen und gehörte bald zu dessen engen Vertrauten. Seine Abordnung währte fast zehn Jahre und wurde nur durch eine kurze Tätigkeit als Hilfsrichter beim Oberlandesgericht Celle von September 1963 bis Februar 1964 unterbrochen. Während dieser Zeit wurde er zudem zum Amtsgerichtsrat (1959), zum Landgerichtsrat (1960) und zum Oberlandesgerichtsrat (1964) befördert. 
Im August 1966 wurde er zum Richter am Bundesgerichtshof ernannt. Dort blieb er nur zwei Jahre, da er 1968 auf Vorschlag der Union vom Bundestag zum Richter des Bundesverfassungsgerichts gewählt wurde. Er trat die Nachfolge von Anton Henneka im zweiten Senat an. Die 1983 ergangene Entscheidung des Bundesverfassungsgerichts, in der die Auflösung des Deutschen Bundestages durch Bundespräsident Karl Carstens aufgrund der von Helmut Kohl gestellten und verlorenen Vertrauensfrage für verfassungsgemäß erklärt wurde, trug er nicht mit. Seine ablehnende Ansicht begründete er in einem Sondervotum.
1986 ging er aus Altersgründen in den Ruhestand. Aus diesem Anlass wurde er mit dem Großen Verdienstkreuz mit Stern und Schulterband der Bundesrepublik Deutschland geehrt. 

## Werk
Gemeinsam mit Gerhard Leibholz begründete Rinck einen Grundgesetzkommentar, der erstmals 1968 erschien. Nach Leibholz' Tod im Jahre 1982 führte er diesen gemeinsam mit Dieter Hesselberger fort. Bis 1994 widmete er sich der Aktualisierung des mittlerweile als Loseblattsammlung ausgestalteten Kommentars. 